# Sant Maurici de Sant Mori
Sant Maurici de Sant Mori és una església parroquial al nucli antic de la població de Sant Mori (Alt Empordà) al bell mig del terme i davant la plaça de l'Església, inclosa en l'Inventari del Patrimoni Arquitectònic de Catalunya.
L'església parroquial de Sant Maurici apareix ja esmentada documentalment des del segle xiii, encara que l'actual temple va ser bastit durant el segle xviii. Diverses dates que apareixen inscrites en l'edifici permeten deduir que aquest va ser iniciat aproximadament l'any 1750 (data que figura a la sagristia) i que es devia concloure l'any 1788 (data de la porta d'accés), encara que una darrera data, 1790, que correspondria a la instal·lació d'un rellotge de sol al parament del campanar.
Recentment el toc del campanar ha estat objecte de denúncia per soroll interposada pel propietari del Castell de Sant Mori, establiment dedicat a l'allotjament turístic, que després d'un llarg procés judicial i amb sentència ferma del TSJC ha obligat a l'ajuntament impedir els tocs de campana de les dotze de la nit a les vuit del matí.
Es tracta d'un edifici d'una sola nau amb absis de planta semicircular i capelles laterals. La volta de la nau és apuntada, de la mateixa manera que l'arc triomfal, i l'absis presenta volta ametllada. Les capelles laterals tenen volta de canó, dues d'elles amb llunetes. Al sud de l'absis hi ha la sagristia. Les obertures són d'arc de mig punt i doble esqueixada, una d'elles a l'absis i l'altra en una de les capelles laterals de la banda de llevant del temple. La façana principal, orientada a ponent, presenta una gran portalada d'obertura rectangular, emmarcada amb carreus de pedra i amb la llinda plana, gravada amb la data 1788 al centre, i rematada amb una cornisa motllurada. És d'inspiració clàssica. Al seu damunt, una fornícula apetxinada amb la imatge del sant. Per sobre la portalada hi ha un rosetó motllurat amb vitralls de colors. La façana està rematada amb un coronament sinuós amb cornisa de maó. El campanar s'aixeca a la banda nord de la façana, angle nord-oest del temple. És de base quadrada i cos vuitavat, amb obertures d'arc apuntat, algunes cegues. Destaca un rellotge de sol amb la data 1790. Està coronat amb un petit torricó també octogonal, amb quatre arcs apuntats. L'interior del temple fou restaurat fa uns anys, netejant tots els murs de la capa de calç que els cobria.
L'obra és bastida amb còdols i altres pedres sense treballar, lligades amb abundant morter. Les úniques parts on hi ha carreus són el cos superior del campanar i la part baixa del frontis i a les cantonades.